# 山中一徳
山中 一徳（やまなか いっとく、1953年6月5日 - ）は、日本の声優、ナレーター。静岡県沼津市出身。東京俳優生活協同組合所属。

## 来歴
1981年、東京アナウンスアカデミー、1986年、俳協養成所15期入所。

## 人物
声種はバリトン。
主にテレビ番組のナレーションを担当している。声優入門講座の講師を担当している。
免許・資格は英検2級。

## 出演

### ナレーション
- 道浪漫
- 素晴らしき地球の旅　まぼろし黄金なまず〜アマゾン6000キロの旅〜
- 北野誠のカタ破り!カタチ研究所
- 食の科学レストラン〜パラケルススの科学レシピ〜
- 夢踊るニューヨーク冬紀行
- ニュースステーション
- プロムナード川口
- ホースステーション
- わっ!!つNEW

### OVA
- 銀河英雄伝説

### 吹き替え
- スペースバンパイア ※1987年テレビ朝日版
- ボディ・ダブル
- U・ボート・DVD版（ピルグリム）

### 特撮
- 仮面ライダーBLACK 第28話
- スーパー戦隊シリーズ
  - 高速戦隊ターボレンジャー（青鬼の声）
  - 忍者戦隊カクレンジャー（シュテンドウジ（弟）の声）
  - 超力戦隊オーレンジャー（バラボクサーの声）
- メタルヒーローシリーズ
  - 世界忍者戦ジライヤ（鳥忍カラス天狗の声、スミス博士の声（第11・16話）、他）
  - 機動刑事ジバン（ハゲタカノイドの声、バイカンの声、他）
  - ブルースワット（クイの声）

### その他コンテンツ
- 100万人のキャンドルナイト・ライブ　糸〜きずな〜（朗読）
- のりものいっぱい4〜しんかんせん〜